# エリー・ボール
エリー・ボール（Errie Ball、1910年11月14日 - 2014年7月2日）はアメリカ合衆国のプロゴルファー。